# صبير أزغب
صبير أزغب (الاسم العلمي:Opuntia pubescens) هو نوع من النباتات يتبع جنس الصبير من الفصيلة الصبارية.